# Thizy (Yonne)
Pour les articles homonymes, voir Thizy.
Thizy est une commune française située dans le département de l'Yonne en région Bourgogne-Franche-Comté.

## Géographie

### Climat
Pour des articles plus généraux, voir Climat de la Bourgogne-Franche-Comté et Climat de l'Yonne.
En 2010, le climat de la commune est de type climat océanique dégradé des plaines du Centre et du Nord, selon une étude du Centre national de la recherche scientifique s'appuyant sur une série de données couvrant la période 1971-2000. En 2020, Météo-France publie une typologie des climats de la France métropolitaine dans laquelle la commune est exposée à un climat océanique altéré et est dans la région climatique  Lorraine, plateau de Langres, Morvan, caractérisée par un hiver rude (1,5 °C), des vents modérés et des brouillards fréquents en automne et hiver. 
Pour la période 1971-2000, la température annuelle moyenne est de 10,5 °C, avec une amplitude thermique annuelle de 16 °C. Le cumul annuel moyen de précipitations est de 838 mm, avec 12 jours de précipitations en janvier et 8,4 jours en juillet. Pour la période 1991-2020, la température moyenne annuelle observée sur la station météorologique de Météo-France la plus proche, « St André », sur la commune de Saint-André-en-Terre-Plaine à 10 km à vol d'oiseau, est de 11,3 °C et le cumul annuel moyen de précipitations est de 849,9 mm. 
La température maximale relevée sur cette station est de 41,3 °C, atteinte le 24 juillet 2019 ; la température minimale est de −16 °C, atteinte le 20 décembre 2009,,. 
Les paramètres climatiques de la commune ont été estimés pour le milieu du siècle (2041-2070) selon différents scénarios d'émission de gaz à effet de serre à partir des nouvelles projections climatiques de référence DRIAS-2020. Ils sont consultables sur un site dédié publié par Météo-France en novembre 2022.

## Urbanisme

### Typologie
Au 1er janvier 2024, Thizy est catégorisée commune rurale à habitat dispersé, selon la nouvelle grille communale de densité à sept niveaux définie par l'Insee en 2022.
Elle est située hors unité urbaine. Par ailleurs la commune fait partie de l'aire d'attraction d'Avallon, dont elle est une commune de la couronne,. Cette aire, qui regroupe 74 communes, est catégorisée dans les aires de moins de 50 000 habitants,.

### Occupation des sols
L'occupation des sols de la commune, telle qu'elle ressort de la base de données européenne d’occupation biophysique des sols Corine Land Cover (CLC), est marquée par l'importance des territoires agricoles (61,4 % en 2018), en diminution par rapport à 1990 (65,3 %). La répartition détaillée en 2018 est la suivante : 
terres arables (43,4 %), forêts (34,7 %), prairies (18 %), zones urbanisées (3,9 %). L'évolution de l’occupation des sols de la commune et de ses infrastructures peut être observée sur les différentes représentations cartographiques du territoire : la carte de Cassini (XVIIIe siècle), la carte d'état-major (1820-1866) et les cartes ou photos aériennes de l'IGN pour la période actuelle (1950 à aujourd'hui).

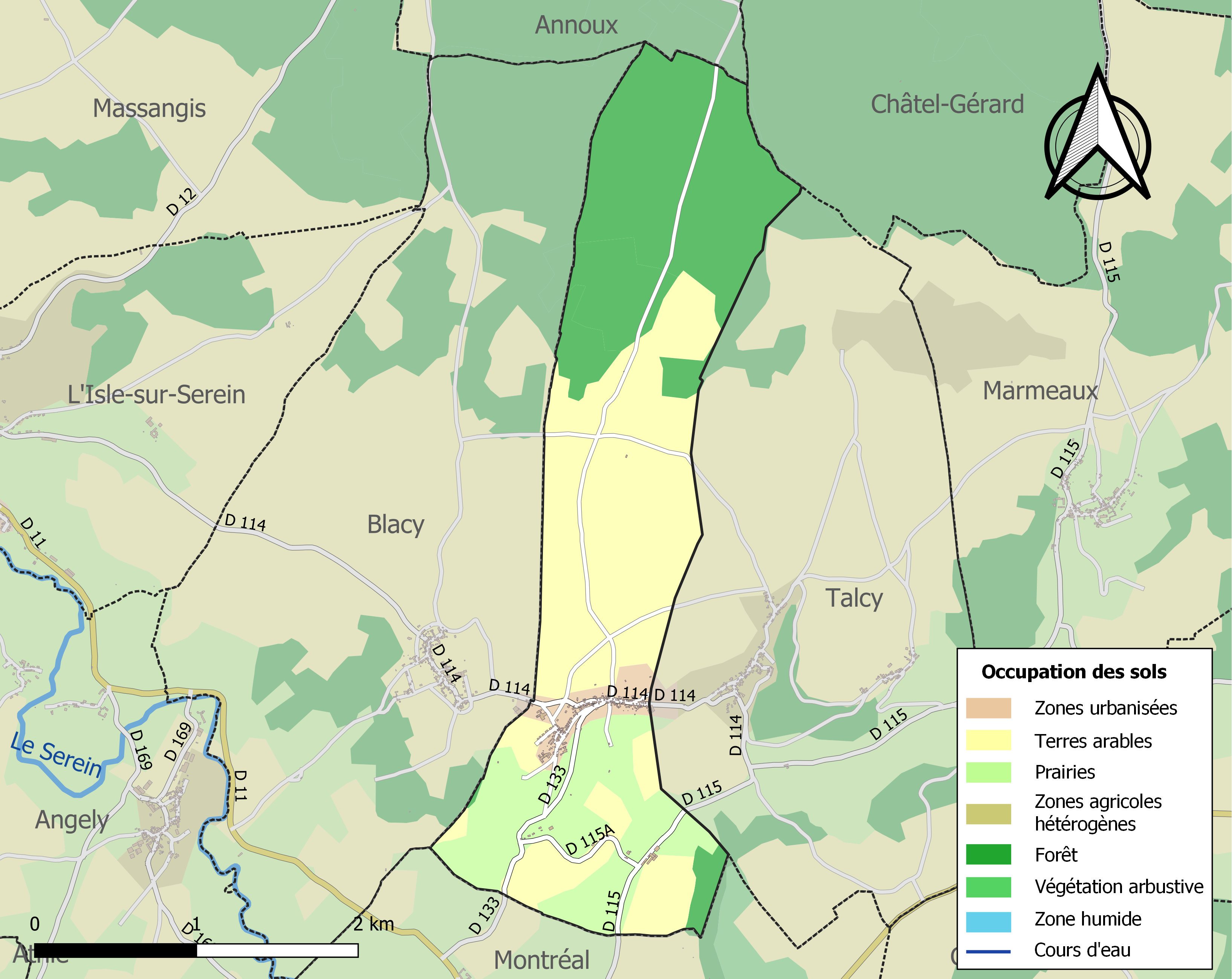
Carte des infrastructures et de l'occupation des sols de la commune en 2018 (CLC).

## Histoire
Dès le XIIe siècle, les habitants des villages environnants venaient moudre leurs céréales au moulin de Saint-Jean, qu'entraînait le ru de Montceau.

## Économie
- Tailleur de pierre et sculpteur (Michel Roetzer - château de Thizy) qui a participé à la restauration de nombreuses demeures historiques et à l'embellissement de fontaines autour de Thizy, notamment à Saint-Florentin[13].

## Politique et administration

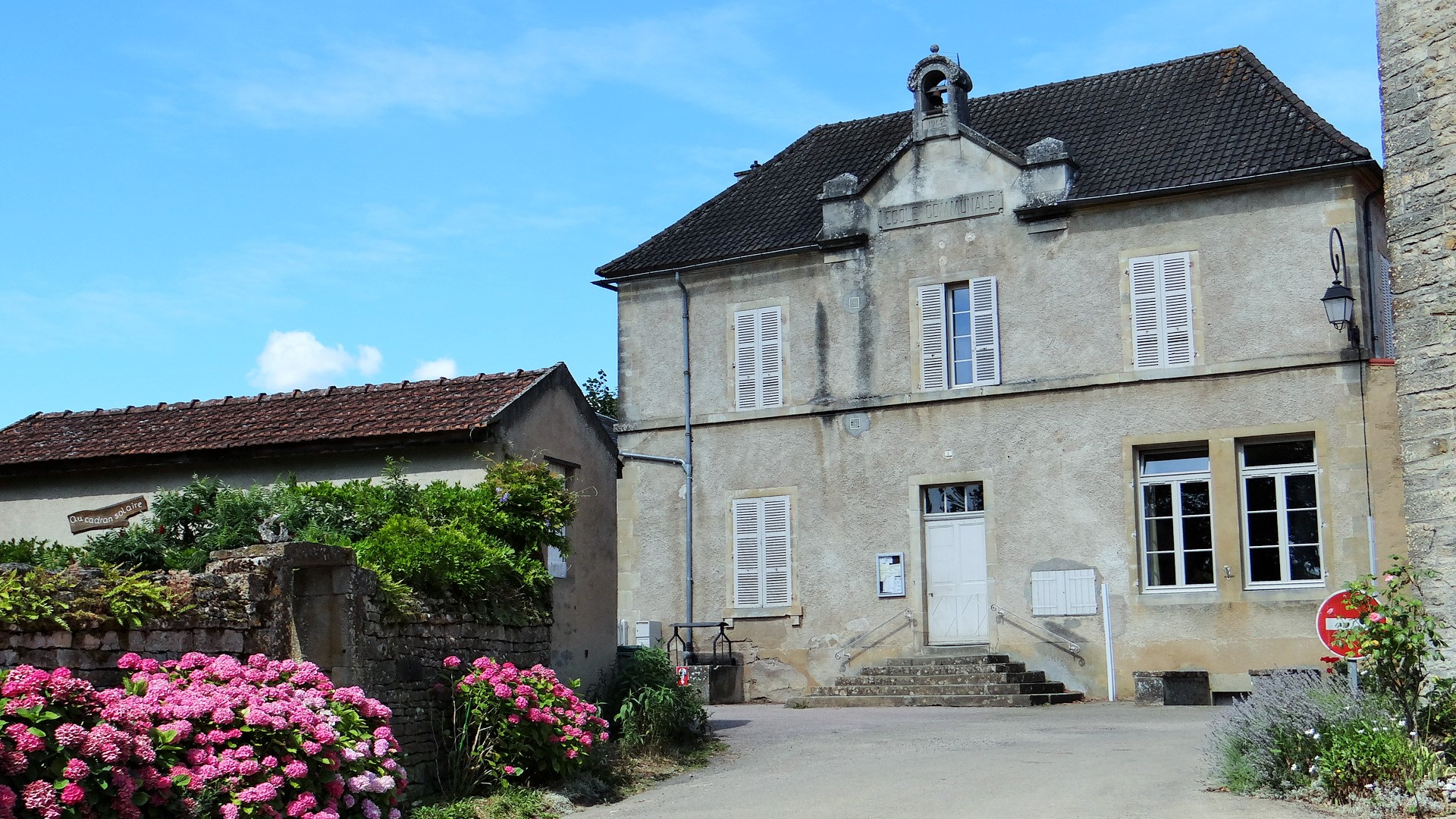
Ecole.

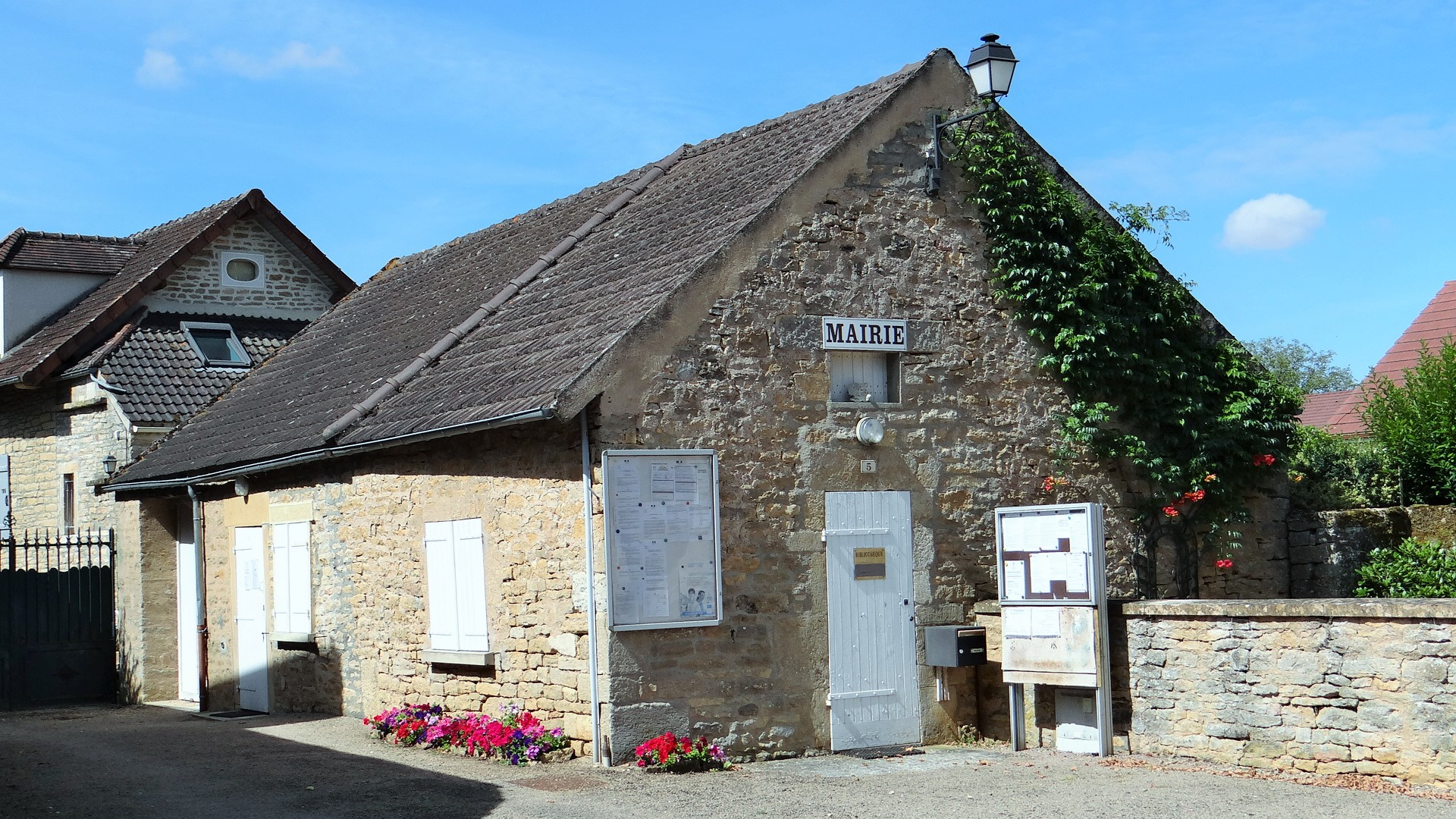
Mairie.

| Période                                                          | Période   | Identité         | Étiquette | Qualité                      |
| ---------------------------------------------------------------- | --------- | ---------------- | --------- | ---------------------------- |
| 1923                                                             | 1965      | Fabien Frévin    |           | Conseiller depuis 10/10/1919 |
| 1965                                                             | 1993      | Robert Frévin    |           |                              |
| 1993                                                             | 1995      | Pierre Masse     |           |                              |
| 1995                                                             | mars 2001 | Gilbert Tarteret |           |                              |
| mars 2001                                                        | mars 2008 | Pierre Goujon    |           |                              |
| mars 2008                                                        | mars 2011 | Liliane Frévin   |           |                              |
| mars 2011                                                        | juin 2020 | Pierre Goujon    |           |                              |
| Les données manquantes sont à compléter.juin 2020 Bernard Enfrun |           |                  |           |                              |

## Démographie
L'évolution du nombre d'habitants est connue à travers les recensements de la population effectués dans la commune depuis 1793. Pour les communes de moins de 10 000 habitants, une enquête de recensement portant sur toute la population est réalisée tous les cinq ans, les populations de référence des années intermédiaires étant quant à elles estimées par interpolation ou extrapolation. Pour la commune, le premier recensement exhaustif entrant dans le cadre du nouveau dispositif a été réalisé en 2004.

En 2022, la commune comptait 184 habitants, en évolution de −9,36 % par rapport à 2016 (Yonne : −1,95 %, France hors Mayotte : +2,11 %).
| 1793 | 1800 | 1806 | 1821 | 1831 | 1836 | 1841 | 1846 | 1851 |
| ---- | ---- | ---- | ---- | ---- | ---- | ---- | ---- | ---- |
| 220  | 205  | 207  | 221  | 249  | 252  | 248  | 247  | 268  |

| 1856 | 1861 | 1866 | 1872 | 1876 | 1881 | 1886 | 1891 | 1896 |
| ---- | ---- | ---- | ---- | ---- | ---- | ---- | ---- | ---- |
| 260  | 280  | 315  | 309  | 338  | 368  | 536  | 317  | 291  |

| 1901 | 1906 | 1911 | 1921 | 1926 | 1931 | 1936 | 1946 | 1954 |
| ---- | ---- | ---- | ---- | ---- | ---- | ---- | ---- | ---- |
| 283  | 275  | 226  | 160  | 154  | 151  | 142  | 140  | 135  |

| 1962 | 1968 | 1975 | 1982 | 1990 | 1999 | 2004 | 2006 | 2009 |
| ---- | ---- | ---- | ---- | ---- | ---- | ---- | ---- | ---- |
| 165  | 159  | 164  | 135  | 145  | 156  | 156  | 161  | 167  |

| 2014 | 2019 | 2022 | - | - | - | - | - | - |
| ---- | ---- | ---- | - | - | - | - | - | - |
| 200  | 185  | 184  | - | - | - | - | - | - |

## Lieux et monuments

### Le château
- À côté de l'église paroissiale se dressent les restes d'une imposante forteresse du XIVe siècle, qui défendait la région par sa position dominant la rivière du Serein, en face de la cité de Montréal située de l'autre côté de la rivière.
- Aujourd'hui, le château est divisé en deux propriétés. On ne le visite pas, mais on peut voir les deux tours qui subsistent, encadrant un rempart. Une partie comporte un logis seigneurial du XVIe siècle. L'autre est progressivement restaurée dans l'esprit médiéval par le sculpteur Michel Roetzer qui y habite et y travaille. Il est inscrit partiellement aux monuments historiques[19]

Le château de Thizy.
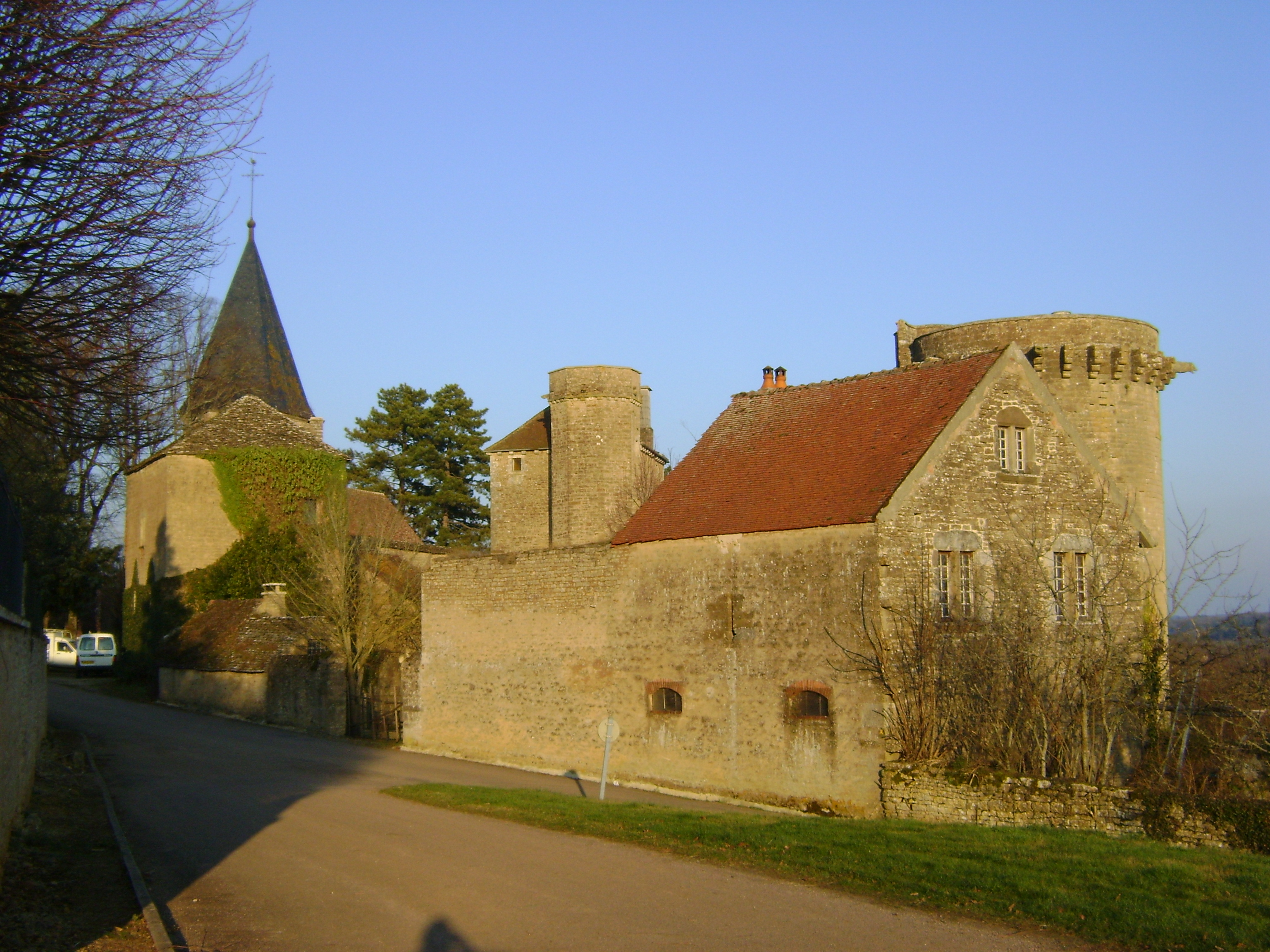
Le château de Thizy.
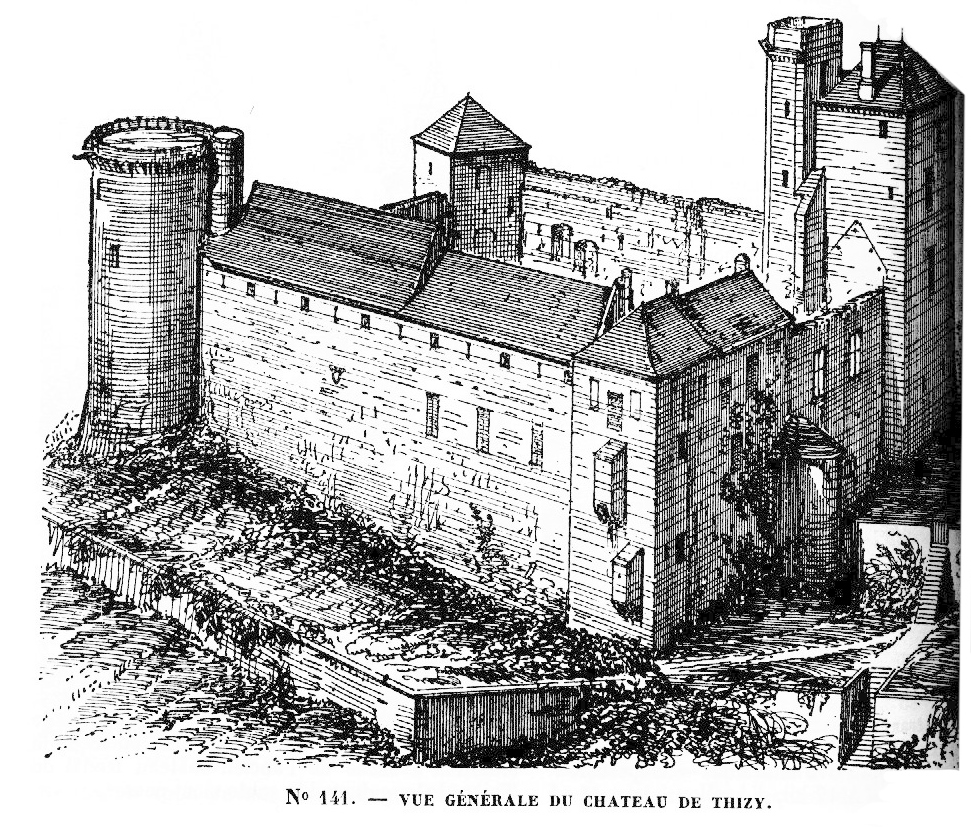
Le château de Thizy, dessin de Victor Petit.

### L'église Saint Germain des Roses

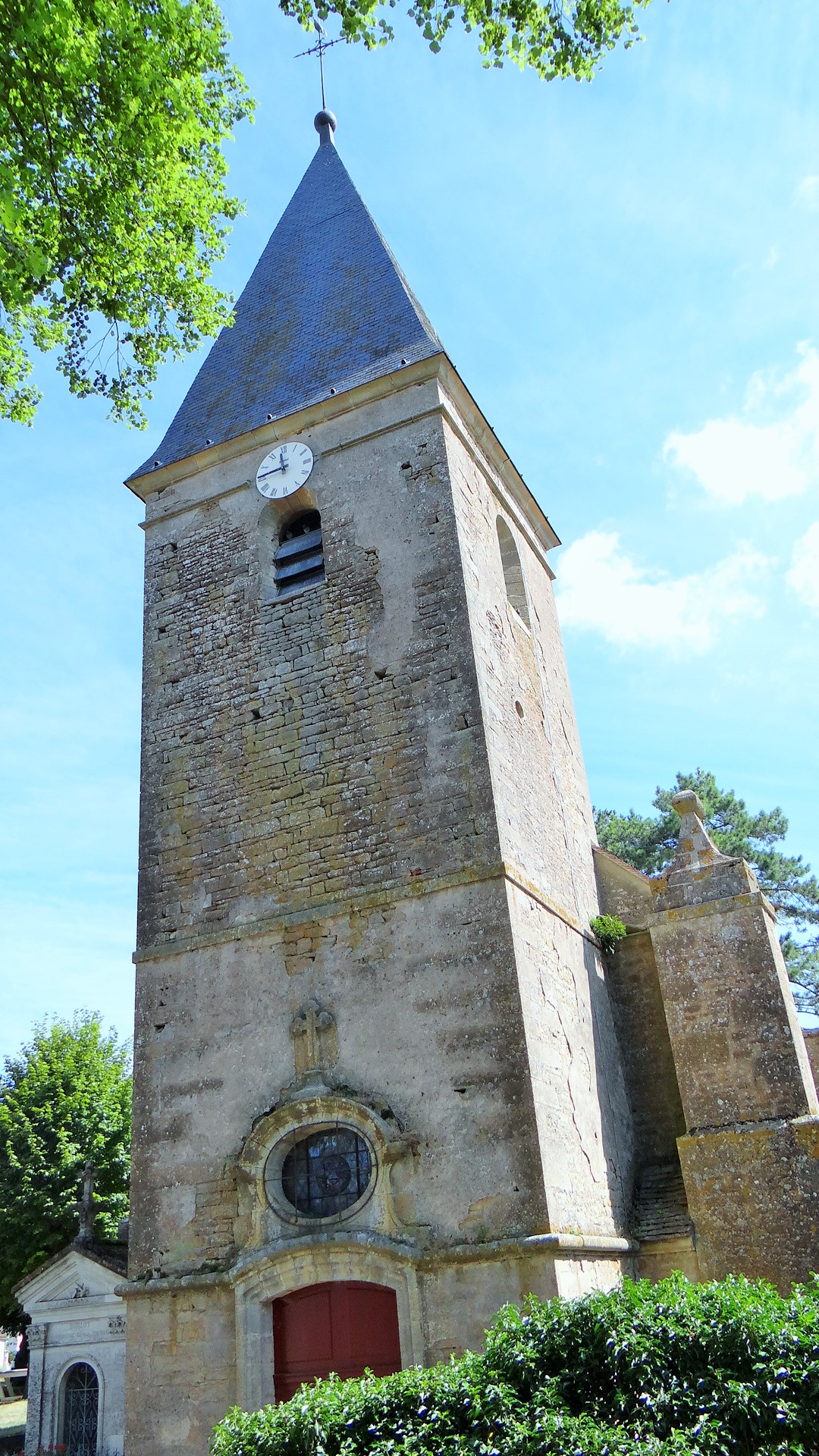
L'église.

En 1700 à la messe des Rois, au sortir du dernier fidèle, la voûte de l'église s'effondre. Jean Champenois dit "Belle-Rose" tailleur de pierre à Thizy fut chargé de la reconstruction. Une croix érigée à sa mémoire marque la place de Beauregard.
La nef de l'église voûtée en pierre, à arcs surbaissés, est décorée de pilastres d'ordre toscan très en faveur à cette époque.
En 1774, d'après les dessins de Caristie, architecte à Avallon, on construisit le clocher, la même année, on fit l'autel de la vierge et toutes les boisures de l'église ; le dais, la bannière, la lampe l'encensoir furent achetés. Le 4 février avait eu lieu la bénédiction de la grosse cloche du poids de 910 livres et demie. La seconde cloche fut bénite le 12 septembre 1781.
A l'intérieur on peut voir une statue de Sainte Catherine, du XVIe siècle. Une statue de Saint Germain des Roses, du XIXe siècle, œuvre de jeunesse de Edme Marie Cadoux.

### Le lavoir de Fontenilles[20]
Supposé avoir été une ancienne salle de garde du château avec sa puissante charpente et sa couverture de laves.
À quelques pas de là se situe la charmante fontaine avec sa voûte romane.
En 1997, sous l'impulsion de la municipalité, la façade du lavoir a été agrémentée par une importante statue de la divinité gauloise Epona et la source par celle de Cernunos, œuvres du sculpteur local Michel Roetzer.

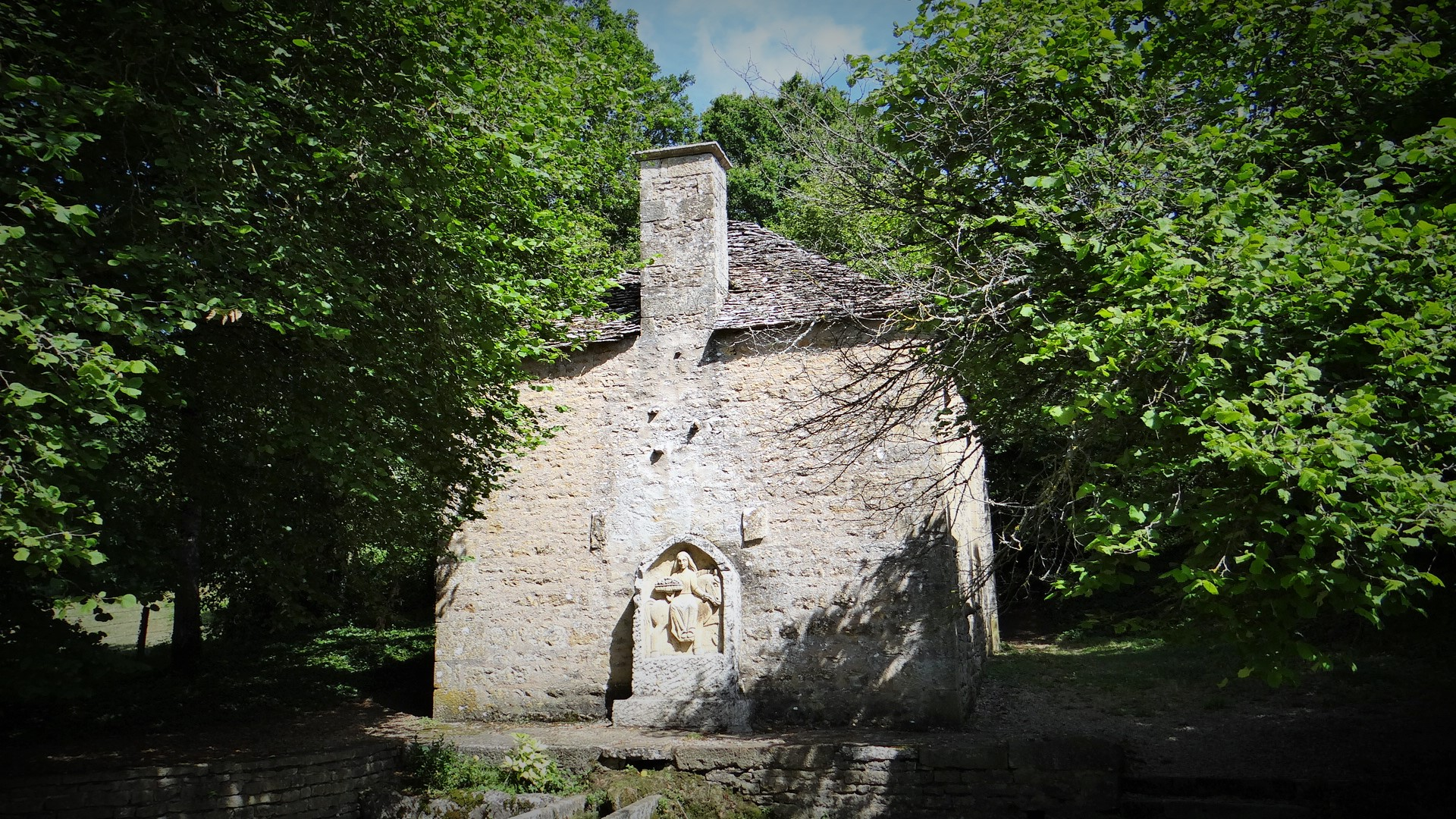
extérieur du lavoir
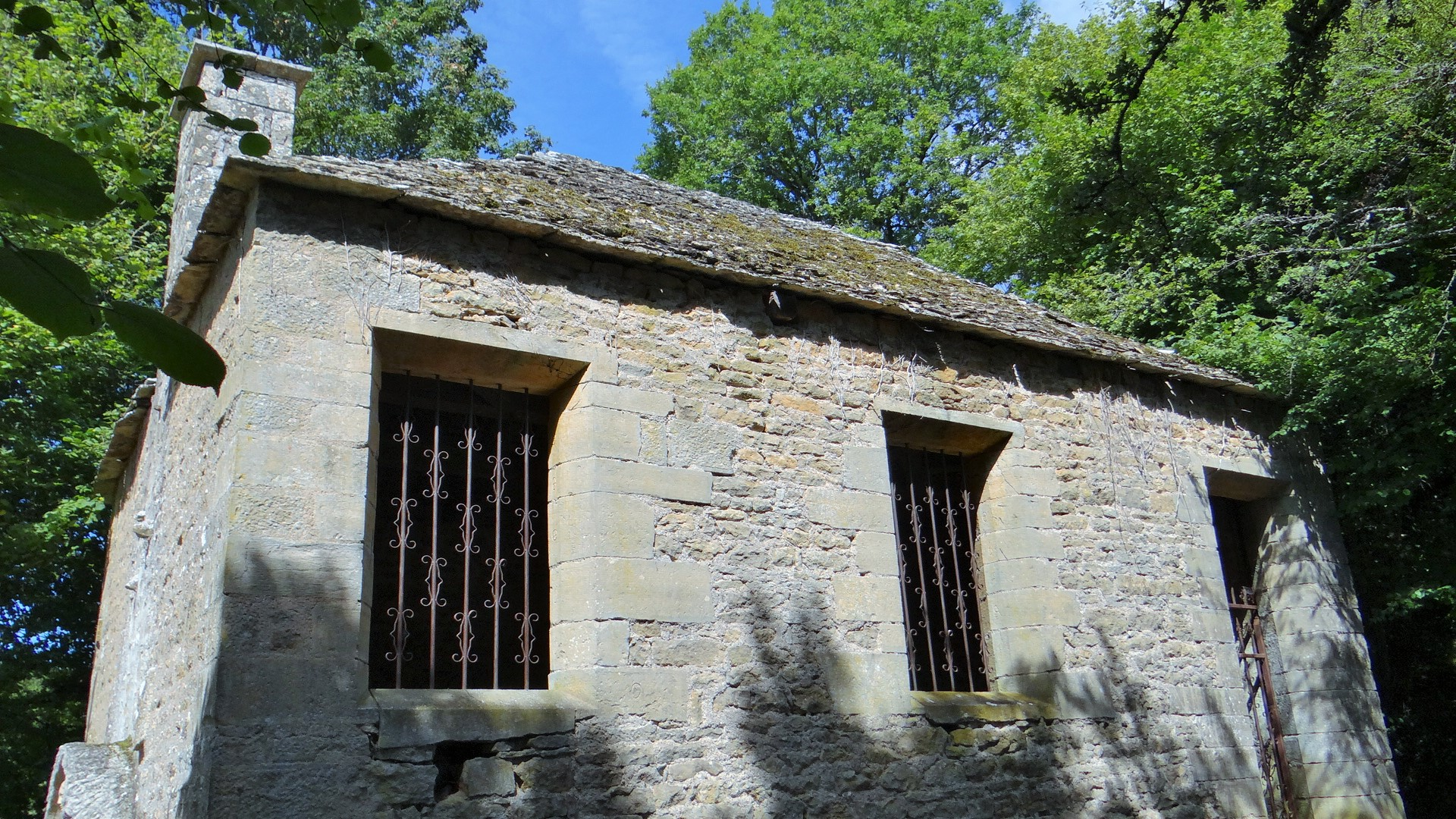
extérieur du lavoir
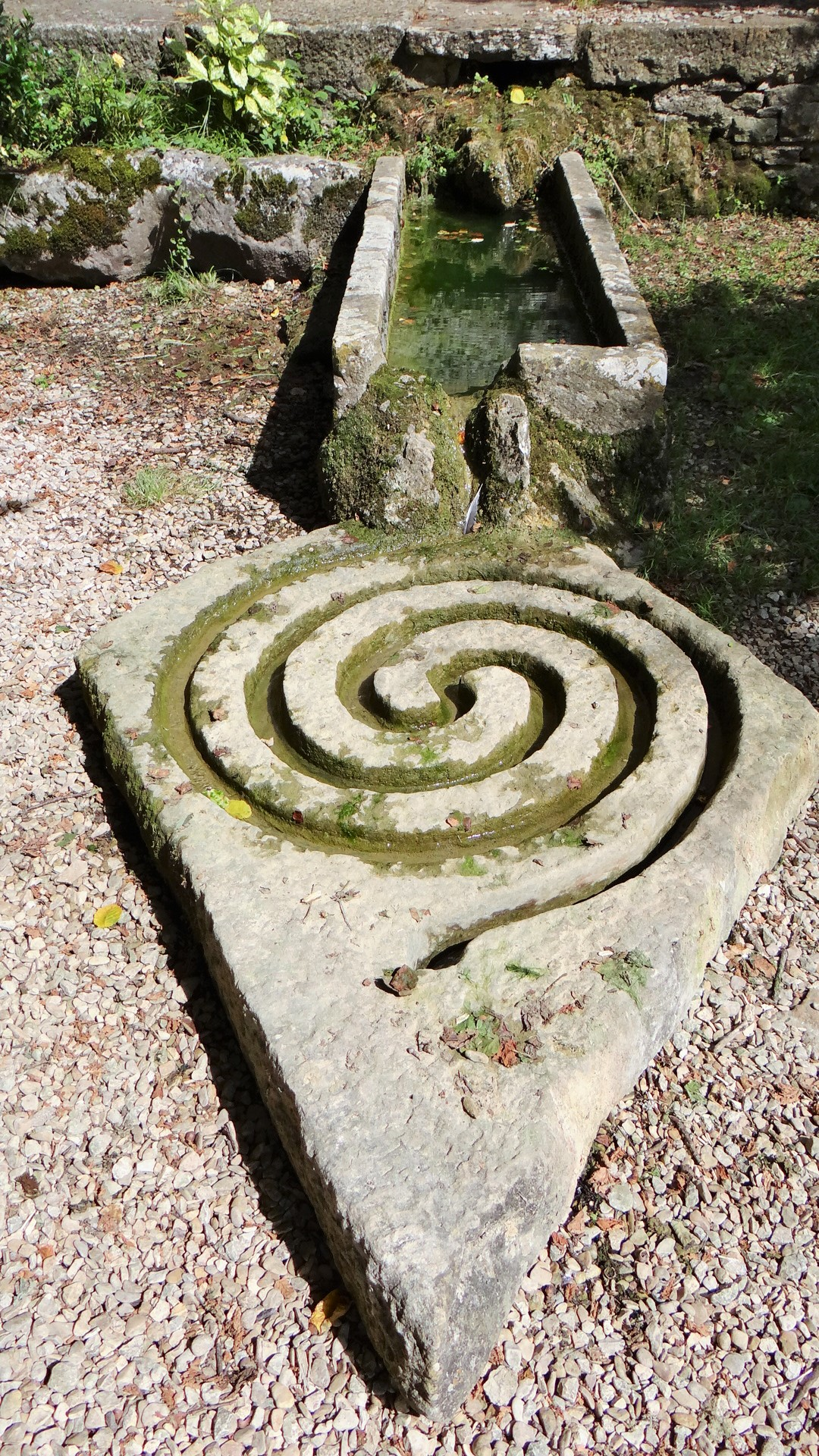
extérieur du lavoir
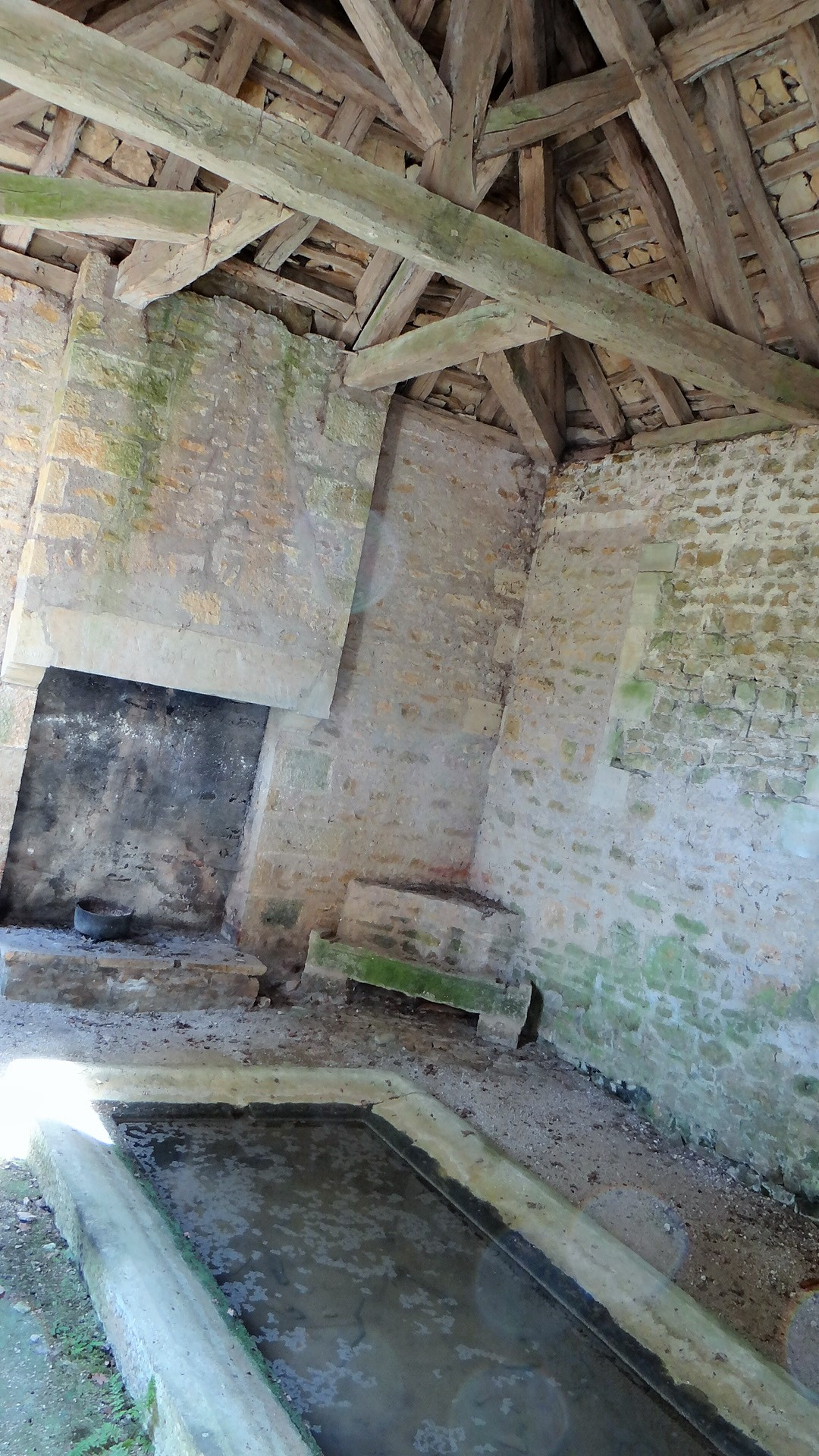
intérieur du lavoir
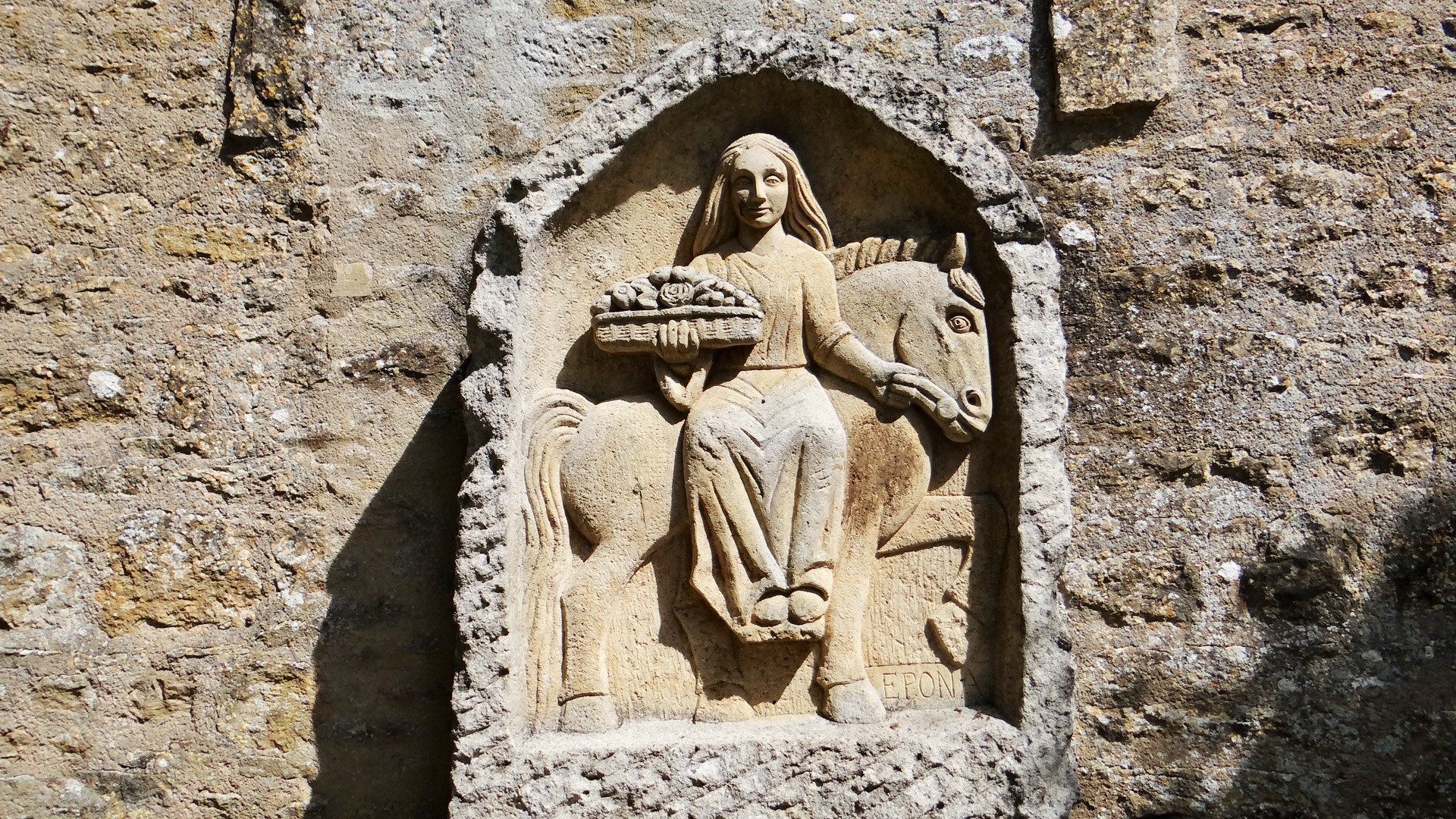
statue d'Epona
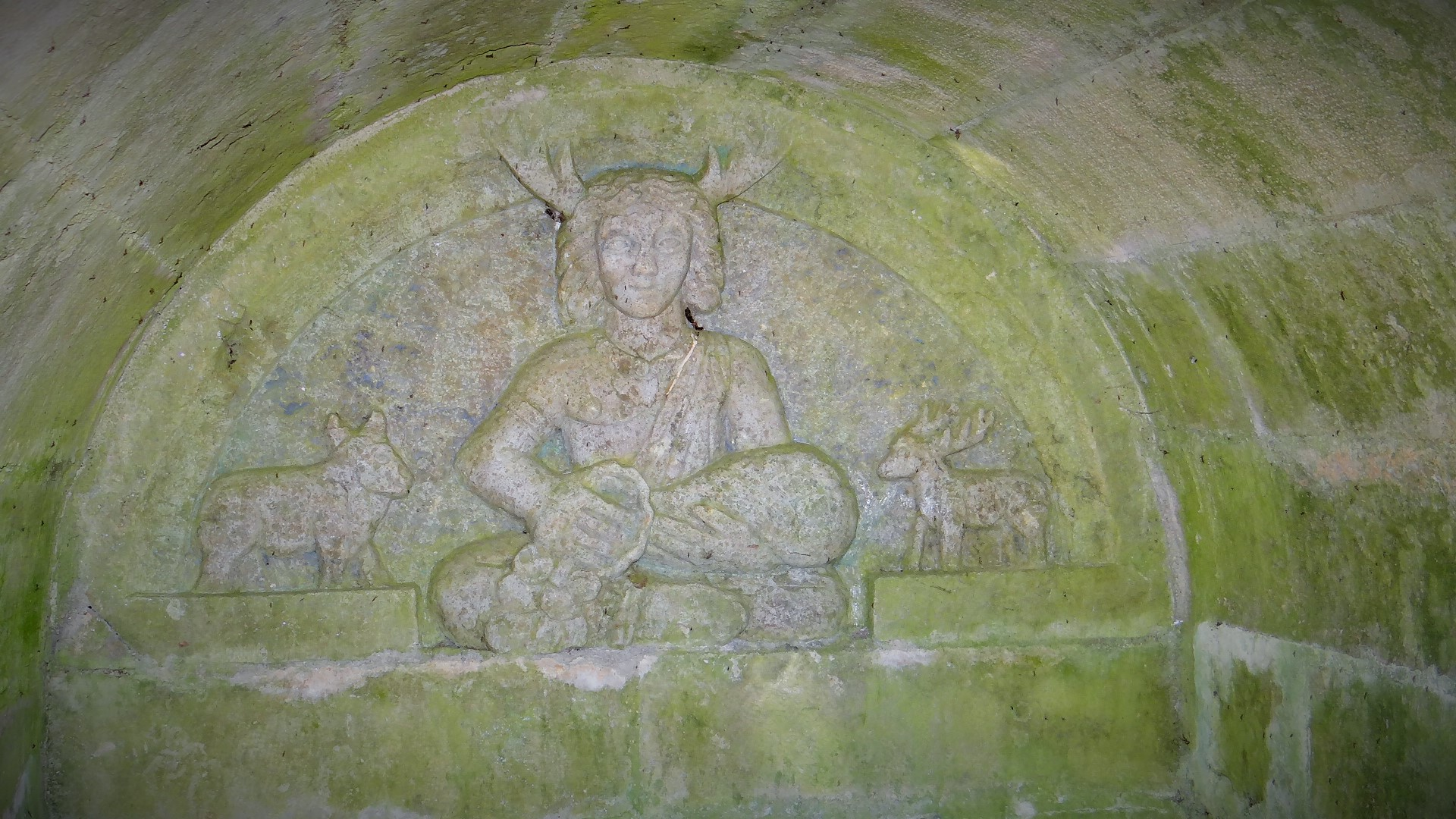
statue de Cernnumos

### La Maison de Retraite "Fondation Burlot".
Fondée en 1886 par Pierre Burlot, vieux Thizéen devenu riche par héritage à la fin de sa vie, dotée par le fondateur d'une rente annuelle de quatre mille cinq cent soixante dix francs or et gérée bénévolement par deux sœurs de la providence, abritant quatre à cinq vieillards nécessiteux du pays, la fondation fonctionne sans difficulté jusqu'en 1918.
Alors les revenus ne suffisent plus, la maison pour subsister, doit recevoir des estivants. Les Sœurs âgées et fatiguées rejoignent leur maison mère. En 1932 il est fait appel à une infirmière de la Croix-Rouge, Madame Berthe Paul Blanchet, qui dirige pendant six ans.
En 1938 c'est une demoiselle Victorine Girard qui reprend le flambeau, économe et bonne gestionnaire elle arrive à tenir jusqu'en 1953, année où la Commission Administrative, encouragée par l'autorité de tutelle, le sous-préfet Teitgen, contracte un emprunt de 50 000 Francs. Les petites chambres deviennent dortoirs, le chauffage et les sanitaires sont installés, les peintures faites (confort de l'époque), on abrite une trentaine de pensionnaires payants et ressortissants de l'Aide Sociale.
Madame Marie-Jeanne Frévin est nommée Directrice-Économe. elle y restera jusqu'en 1978 date de sa retraite. Le poste est repris par Madame Massol (Ancienne Assistante Sociale à l'enfance des Pupilles de Seine et Oise devenue Les Yvelines).
En 1967, une tornade détruit le toit, la Commission doit faire un emprunt de 220 000 Francs, 
modifie et surélève, créant dix nouveaux lits. La Fondation achète le Presbytère à la Commune, après
aménagement une vingtaine de lits sont à nouveau trouvés.
En 1971 grâce à un don de 80 000 Francs de Madame Lorant, l'ancienne buanderie (petite maison) nommée Pavillon est aménagé, il abritera Madame Lorant et son Fils handicapé et quelques pensionnaires.
Avec 60 à 65 personnes, la Maison vit, confort modeste et sans prétention. La D.A.S.S. et le Conseil Général demandent des améliorations d'aménagements. C'est alors que nous envisageons des travaux d'humanisation, construction de la maison actuelle. Pour un montant total de plus de 19 millions de Francs, le Conseil Général a accordé pour les travaux et l'équipement de cette Maison de Retraite 7 586 000 Francs.

## Personnalités liées à la commune
- Edme Marie Cadoux architecte-sculpteur (1853-1939) né à Blacy (Yonne). Œuvres visibles dans notre village: méridienne, chats, atlantes aux balcons, chapelle Montarlot (anciens propriétaire du château) dans le cimetière, statue de saint Germain des Roses (œuvre de jeunesse) dans l'église.
- Michel Roetzer sculpteur, inscrit à l'inventaire des métiers d'art rares à l'UNESCO.

## Pour approfondir